# Unea
Unea, auch Bali, Unea Island oder Merite genannt, ist eine Vulkaninsel von Papua-Neuguinea, gelegen im Bismarck-Archipel, nördlich von Neubritannien.
Unea hat eine Fläche von 33,0 km². Zur Volkszählung am 9. Juli 2000 wurden 8802 Einwohner gezählt. Sie ist die bevölkerungsreichste und nach Garove die zweitgrößte der Vitu-Inseln und liegt in der Provinz West New Britain.
Die nahezu kreisrunde Insel hat einen Durchmesser von etwa 7 km und ragt an ihrer höchsten Stelle im Gipfel des Vulkankegels Kumbu 591 m aus dem Meer und ist damit die höchste der Vitu-Inseln.